# Sowina (Jasło)
Pour les articles homonymes, voir Sowina.
Sowina est une localité polonaise de la gmina de Kołaczyce, située dans le powiat de Jasło en voïvodie des Basses-Carpates.